# Tim Deluxe
Timothy Liken ismertebb nevén Tim Deluxe (London, Egyesült Királyság, 1977. július 18. –) angol dj és producer. Legnagyobb slágere a Sam Obernikkel közös It Just Won't Do című dal, mely több országban is slágerlistás helyezést ért el.

## Életrajza
Deluxe Észak-Londonban nőtt fel, és a Time is Right Records kiadónál tevékenykedett. 14 évesen került a  Ministry of Sound kiadóhoz, mint lemezlovas, és 18. évesen már CJ Macintosh előtt játszhatott, és tehetett fel lemezeket. Deluxe 1994-ben találkozott Omar Amidora-val, és a grafikai tervező Andy Lysandrouval, a Boogie Beat label tulajdonosával, majd közös vállalkozásként elindították az Ice Cream Records kiadót. 1997-ben Amidora és Deluxe Double 99 néven elkészítették a RipGroove című slágert, mely az Egyesült Királyság kislemezlistáján a 14. helyezést érte el. 2001-ben Deluxe szólókarrierjét mint zenei producer folytatta, és megjelentette "Sirens" című kislemezét. 2002-ben megjelent Deluxe és Sam Obernik közös dala az "It Just Won't Do", mely művészi karrierje legsikeresebb darabja volt. 2003-ban megjelent első stúdióalbuma a The Little Ginger Club Kid, és rezidens volt Ibizán. Következő stúdióalbumai az Ego Death és a The Radicle címűek 2006-ban, és 2015-ben jelentek meg.

## Diszkográfia

### Stúdióalbumok
| Cím                        | Megjelenés                                                                                   |
| -------------------------- | -------------------------------------------------------------------------------------------- |
| The Little Ginger Club Kid | - Megjelent: 2004. január 27. - Label: Underwater Records - Formátum: Digitális letöltés, CD |
| Ego Death                  | - Megjelent: 2006. november 28. - Label: Beat Records - Formátum: Digitális letöltés, CD     |
| The Radicle                | - Megjelent: 2015. október 30. - Label: Strictly Rhythm - Formátum: Digitális letöltés, CD   |

### Slágerlistás kislemezek

#### saját művésznév alatt
| Cím                                                                   | Év   | Legjobb slágerlistás helyezés | Legjobb slágerlistás helyezés | Legjobb slágerlistás helyezés | Legjobb slágerlistás helyezés | Legjobb slágerlistás helyezés | Legjobb slágerlistás helyezés | Legjobb slágerlistás helyezés | Legjobb slágerlistás helyezés | Legjobb slágerlistás helyezés | Album         |
| Cím                                                                   | Év   | UK                            | AUS                           | BEL                           | FRA                           | GER                           | JPN                           | NL                            | SPN                           | SWI                           | Album         |
| --------------------------------------------------------------------- | ---- | ----------------------------- | ----------------------------- | ----------------------------- | ----------------------------- | ----------------------------- | ----------------------------- | ----------------------------- | ----------------------------- | ----------------------------- | ------------- |
| "Sirens"                                                              | 2001 | 87                            | —                             | —                             | —                             | —                             | —                             | —                             | —                             | —                             | Nem album dal |
| "It Just Won't Do" (featuring Sam Obernik)                            | 2002 | 14                            | 13                            | 18                            | 60                            | 77                            | —                             | 10                            | 7                             | 57                            | Nem album dal |
| "Less Talk More Action"                                               | 2003 | 45                            | —                             | —                             | —                             | —                             | —                             | —                             | —                             | —                             | Nem album dal |
| "Mundaya (The Boy)" (featuring Shahin Badar)                          | 2004 | 61                            | —                             | —                             | —                             | —                             | —                             | —                             | —                             | —                             | Nem album dal |
| "Choose Something Like a Star" (featuring Ben Onono)                  | 78   | —                             | —                             | —                             | —                             | —                             | —                             | —                             | —                             |                               | Nem album dal |
| "Let the Beats Roll" (featuring Simon Franks)                         | 2007 | 71                            | —                             | —                             | —                             | —                             | —                             | —                             | 12                            | —                             | Nem album dal |
| "Just Won't Do" (with APDW featuring Sam Obernik)                     | 2010 | —                             | —                             | —                             | —                             | —                             | —                             | —                             | —                             | —                             | Nem album dal |
| "Captain, Captain"                                                    | 2014 | —                             | —                             | —                             | —                             | —                             | 62                            | —                             | —                             | —                             | The Radicle   |
| "—" nem volt slágerlistás helyezés, vagy nem jelent meg az országban. |      |                               |                               |                               |                               |                               |                               |                               |                               |                               |               |

#### mint Double 99
| Cím         | Év   | Legjobb slágerlistás helyezés | Album    |
| Cím         | Év   | UK                            | Album    |
| ----------- | ---- | ----------------------------- | -------- |
| "RipGroove" | 1997 | 14                            | 7th High |

#### mint Saffron Hill
| Cím                                       | Év   | Legjobb slágerlistás helyezés | Legjobb slágerlistás helyezés | Legjobb slágerlistás helyezés | Album         |
| Cím                                       | Év   | AUS                           | FIN                           | NL                            | Album         |
| ----------------------------------------- | ---- | ----------------------------- | ----------------------------- | ----------------------------- | ------------- |
| "My Love Is Always" (featuring Ben Onono) | 2003 | 42                            | 20                            | 94                            | nem album dal |

#### mint Africanism All Stars
| Cím           | Év   | Legjobb slágerlistás helyezés | Album             |
| Cím           | Év   | BEL Dance                     | Album             |
| ------------- | ---- | ----------------------------- | ----------------- |
| "Summer Moon" | 2005 | 21                            | Africanism Vol. 3 |